# Plagiolepis rogeri
Plagiolepis rogeri é uma espécie de formiga do gênero Plagiolepis, pertencente à subfamília Formicinae.